# Station Kozia Góra
Station Kozia Góra is een spoorwegstation in de Poolse plaats Kozia Góra.